# Nealcidion cyllenoide
Nealcidion cyllenoide es una especie de escarabajo longicornio del género Nealcidion, tribu Acanthocinini, subfamilia Lamiinae. Fue descrita científicamente por Aurivillius en 1925.

## Descripción
Mide 13 milímetros de longitud.

## Distribución
Se distribuye por Colombia.